# فهرست رؤسای مجلس سنای لسوتو
این فهرستی از رؤسای مجلس سنای لسوتو است.

## فهرست

### وضعیت
| شمار | نام                    | آغاز دوره      | پایان دوره     | مدت            | وضعیت  | یادداشت                  |
| ---- | ---------------------- | -------------- | -------------- | -------------- | ------ | ------------------------ |
| ۱    | اس. پی. ماکوتوکو       | ۱۹۶۵           | ۱۷ مه ۱۹۶۶     | ۱ سال، ۱۳۶ روز | —      | رئیس مجلس سنای باسوتولند |
| ۲    | ناتانیل خوبلا          | ۱۹۶۶           | ۱۹۶۸           | ۲ سال          | —      | —                        |
| ۳    | توماس موفولو موفولو    | ۱۹۶۸           | ۱۹۷۰           | ۲ سال          | —      | —                        |
| —    | (بدون رئیس)            | ۱۹۷۰           | ۱۹۸۵           | ۱۵ سال         | تعلیق  | مجلس در حالت تعلیق بود   |
| ۴    | جورج برنگ              | ۱۹۸۵           | ۲۰ ژانویه ۱۹۸۶ | ۱ سال، ۱۹ روز  | —      | —                        |
| —    | (مجلس منحل)            | ۲۰ ژانویه ۱۹۸۶ | ۱۹۹۳           | ۷ سال          | انحلال | مجلس منحل‌شده بود         |
| ۵    | تابو انتلهاکانا        | ۱۹۹۳           | ۱۹۹۸           | ۵ سال          | —      | —                        |
| ۶    | سمپه لجاها             | ۱۶ ژوئن ۱۹۹۸   | ۲۰۰۷           | ۸ سال، ۱۹۹ روز | —      | —                        |
| ۷    | مورنا لتاپاتا ماخائولا | ۹ مارس ۲۰۰۷    | ۲۰۱۵           | ۷ سال، ۲۹۸ روز | —      | —                        |
| ۸    | شاهزاده سیسو برنگ سیسو | ۲۰۱۵           | ۲۰۱۷           | ۲ سال          | —      | —                        |
| ۹    | ماموناهنگ موکیتیمی     | ۱۱ ژوئیه ۲۰۱۷  | اکنون          | ۷ سال، ۳۲۸ روز | —      | رئیس کنونی مجلس سنا      |